# Enicospilus formosensis
Enicospilus formosensis es una especie de insecto perteneciente a la familia Ichneumonidae, al género Enicospilus y al orden Hymenoptera. Fue descrito científicamente por Uchida en 1928.